# Xã Dayton, Quận Wright, Iowa
Xã Dayton (tiếng Anh: Dayton Township) là một xã thuộc quận Wright, tiểu bang Iowa, Hoa Kỳ. Năm 2010, dân số của xã này là 358 người.